# Oberonia ensiformis
Oberonia ensiformis är en orkidéart som först beskrevs av James Edward Smith, och fick sitt nu gällande namn av John Lindley. Oberonia ensiformis ingår i släktet Oberonia och familjen orkidéer. Inga underarter finns listade i Catalogue of Life.